# Campeonato Africano de Atletismo de 2018 - Salto em altura feminino
A prova do salto em altura feminino do Campeonato Africano de Atletismo de 2018 foi disputada no dia 5 de agosto, no Estádio Stephen Keshi, em Asaba, na Nigéria. 

## Recordes
Antes desta competição, os recordes mundiais e do campeonato nesta prova eram os seguintes:
|                       | Nome               | Nacionalidade   | Altura   | Local       | Data                 |
| --------------------- | ------------------ | --------------- | -------- | ----------- | -------------------- |
| Recorde mundial       | Stefka Kostadinova | Bulgária        | 2m 09 cm | Roma        | 30 de agosto de 1987 |
| Recorde do campeonato | Lucienne N'Da      | Costa do Marfim | 1m 95cm  | Belle Vue   | 28 de junho de 1992  |
| Recorde do campeonato | Hestrie Cloete     | África do Sul   | 1m 95cm  | Radès       | 7 de agosto de 2002  |
| Recorde africano      | Hestrie Cloete     | África do Sul   | 2m 06cm  | Saint-Denis | 31 de agosto de 2003 |

## Medalhistas
| Ouro                          | Prata             | Bronze             |
| Erika Nonhlanhla Seyama (SWZ) | Hoda Hagras (EGY) | Ariyat Dibow (ETH) |

## Cronograma
Todos os horários são locais (UTC+1). 
| Data        | Hora  | Evento |
| ----------- | ----- | ------ |
| 5 de agosto | 17:05 | Final  |

## Resultado final
| Posição           | Atleta                  | Nacionalidade | 1.60 | 1.65 | 1.70 | 1.75 | 1.80 | 1.83 | Resultado | Notas |
| ----------------- | ----------------------- | ------------- | ---- | ---- | ---- | ---- | ---- | ---- | --------- | ----- |
| Medalha de ouro   | Erika Nonhlanhla Seyama | Essuatíni     | –    | o    | o    | o    | o    | xxx  | 1.80      |       |
| Medalha de prata  | Hoda Hagras             | Egito         | –    | o    | o    | x–   | xo   | xxx  | 1.80      |       |
| Medalha de bronze | Ariyat Dibow            | Etiópia       | –    | xo   | o    | xo   | xo   | xxx  | 1.80      |       |
| 4                 | Abigail Kwarteng        | Gana          | o    | o    | xo   | o    | xxo  | xxx  | 1.80      |       |
| 5                 | Ghizlane Siba           | Marrocos      | –    | o    | o    | xo   | xxo  | xxx  | 1.80      |       |
| 6                 | Julia du Plessis        | África do Sul | –    | o    | o    | o    | xxx  |      | 1.75      |       |
| 6                 | Fatima Zahra El Alaoui  | Marrocos      | –    | o    | o    | o    | xxx  |      | 1.75      |       |
| 8                 | Yvonne Robson           | África do Sul | o    | o    | o    | xo   | xxx  |      | 1.75      |       |
| 9                 | Riham Abohiba           | Egito         | –    | o    | xo   | xxo  | xxx  |      | 1.75      |       |
| 10                | Esther Isa              | Nigéria       | o    | o    | o    | xxx  |      |      | 1.70      |       |
| 11                | Basant Hassan           | Egito         | –    | o    | xo   | xxx  |      |      | 1.70      |       |
| 11                | Marlize Higgins         | África do Sul | o    | o    | xo   | xxx  |      |      | 1.70      |       |
| 13                | Natacha Chetty          | Seicheles     | xo   | xo   | xxx  |      |      |      | 1.65      |       |
| 14                | Moumbagna Fouda         | Camarões      | xxo  | xxo  | xxx  |      |      |      | 1.65      |       |
| 15                | Otricia Borkuah         | Libéria       | xxx  |      |      |      |      |      | NM        |       |

Legenda
| Recorde mundial       | Recorde mundial (World record)               |                       | Recorde africano                      | Recorde africano (African) |                                           | Q | Classificado por posição (Qualified) |
| Recorde do campeonato | Recorde do campeonato (Championship record)  | Recorde da América    | Recorde da América (Americas)         | q                          | Classificado por melhor tempo (Qualified) |   |                                      |
| Melhor marca do ano   | Melhor marca do ano (World leading)          | Recorde asiático      | Recorde asiático (Asian)              | DNS                        | Não largou (Did not start)                |   |                                      |
| Recorde nacional      | Recorde nacional (National record)           | Recorde europeu       | Recorde europeu (European)            | DNF                        | Não terminou (Did not finish)             |   |                                      |
| Recorde pessoal       | Recorde pessoal do atleta (Personal best)    | Recorde da Oceania    | Recorde da Oceania (Oceania)          | DSQ / DQ                   | Desclassificado (Disqualified)            |   |                                      |
| Recorde da temporada  | Recorde da temporada do atleta (Season best) | Recorde sul-americano | Recorde sul-americano (South America) | NM                         | Sem marca (No mark)                       |   |                                      |